# グランプリ・ド・フルミー
グラン・プリ・ド・フルミー（Grand Prix de Fourmies）は、例年9月中旬、ノール＝パ・ド・カレー地域圏のフルミーを舞台に行われる、自転車ロードレースのワンデイレース。2019年まではUCIヨーロッパツアー1.HC、2020年からはUCIプロシリーズにランクされている。